# Долнени
До́лнени (макед. Долнени) — село в Республики Македония, административный центр общины Долнени в Пелагонийском регионе страны.
Село расположено в котловине Пелагония в долине Прилепско-Поле, к северо-западу от города Прилеп.

## История
В XIX веке село было населённым пунктом в Османской империи (Прилепская каза), 1873 году в «Этнографии вилаетов Адрианополь, Монастырь и Салоники» изданной в 1878 году в Константинополе упоминается о 350 болгарах населявших село. В 1900 году здесь проживало 650 жителей, все — болгары-христиане. В 1905 году 480 жителей села были прихожанами церкви Болгарской екзархии в селе была болгарская школа. На этнической карте северо-западной Македонии 1929 года приведённой Селищевым А. М., Долнени обозначены, как болгарское село.

## Население
По результатам переписи 2002 года население села — 375 жителей, из них македонцы — 374 чел.

## Социально значимые объекты
В селе есть восьмилетняя школа «им. Пецо Даскалота», амбулатория, администрация общины Долени, жилищно-коммунальное предприятие «Долнени».

## Культура
В селе ежегодно с 1974 года проводится международный фестиваль народных инструментов им. Пеце Атанасовски. Участниками фестиваля были более 400 музыкантов не только из Македонии, но и из Сербии, Болгарии, Шотландии, Англии, Германии и Франции.

## Люди, связанные с селом

### Известные уроженцы
- архиепископ Ангеларий (Крстеский) (1911—1986), глава неканонической Македонской православной церкви.
- Пеце Атанасовский (1927—1996) — виртуоз музыкант, играл на нескольких народных музыкальных инструментах, выигрывал призы на различных международных конкурсах[10].
- Даме Попов, болгарский революционер.